# Burgstelle Auli
Die Burgstelle Auli, auch Schlössli genannt, bezeichnet eine abgegangene Niederungsburg bei Vorder Auli in der Schweizer Gemeinde Wila am linken Ufer des Steinenbachs. Die Burgstelle (ehemaliger Punkt 616 m) wurde beim Bau einer Kiesgrube zerstört. Die Grube wird periodisch vom Steinenbach geflutet.
Es gibt keine eindeutigen historischen Belege über eine Burg; sie wurde nicht urkundlich erwähnt. Südwestlich liegt die Burgstelle Hohenlandenberg. Ob auch die Burgstelle Auli mit den Herren von Landenberg in Verbindung stand, ist ungeklärt.
Von ca. 1860 bis 1920 wurde die Stelle auf Karten als «Schlössli» bezeichnet. Seit 1956 wird die Erhöhung nicht mehr dargestellt.

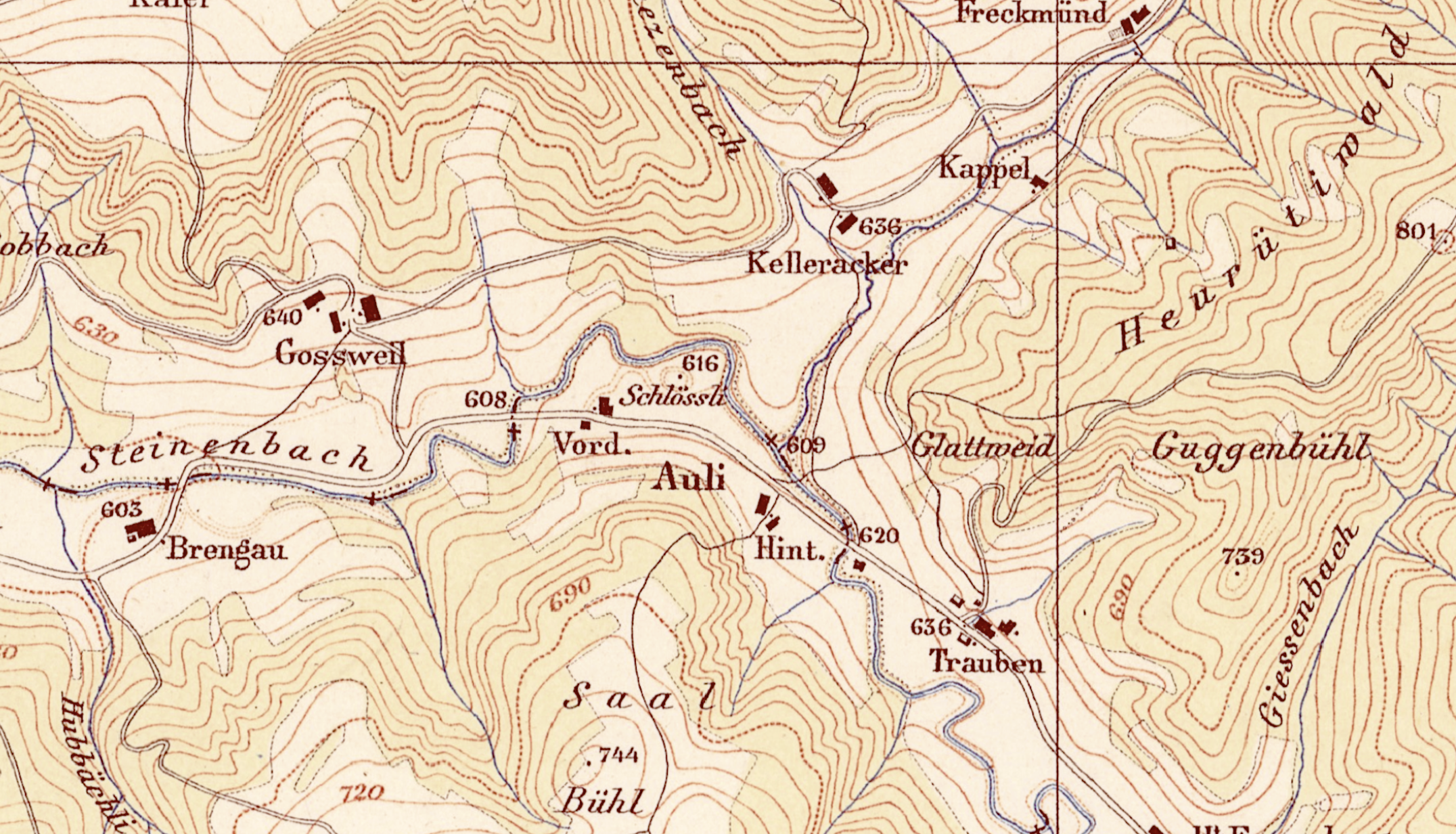
Standort «Schlössli» auf der Wild-Karte von 1860